# Christian Solmecke
Christian Solmecke (* 13. November 1973 in Hagen) ist ein deutscher Rechtsanwalt, Autor und Webvideoproduzent.

## Leben
Christian Solmecke ist Sohn des ehemaligen Bürgermeisters von Gevelsberg, Klaus Solmecke. Nach seinem Jurastudium an der Universität Bochum und der Universität zu Köln absolvierte er 2001 ein Master-of-Laws-Studium (LL.M.) im Bereich IT-Recht an den Universitäten Hannover und Leuven (Belgien). Bis 2004 war er darüber hinaus als freier Journalist und Radiomoderator für den WDR tätig. 2007 gründete er die Fotocommunity und Stockfotoagentur piqs.de und ist seitdem deren Inhaber. Seit 2010 ist Solmecke Partner der Kölner Kanzlei Wilde Beuger Solmecke, Ende Oktober 2022 wurde diese in WBS Legal umbenannt. Dort vertritt er Mandanten insbesondere in den Bereichen des Medien- und IT-Rechts.
2010 gründete Solmecke zusammen mit Ralf Höcker, Klemens Skibicki und Frank Mühlenbeck das Deutsche Institut für Kommunikation und Recht im Internet (DIKRI) an der Cologne Business School. Solmecke leitet das Institut als Geschäftsführer. Er ist Vorstandsmitglied der Initiative Nachrichtenaufklärung und des gemeinnützigen Vereins GOFUS, jeweils im Bereich Recht. 2024 erhielt Solmecke den Titel als Honorarprofessor an der Cologne Business School.

## Tätigkeiten
Solmecke erstritt gemeinsam mit BGH-Anwalt Herbert Geisler im Jahr 2012 ein Urteil zur Haftung von Eltern für ihre minderjährigen Kinder vor dem Bundesgerichtshof in Karlsruhe, nach dem Eltern nicht für ihre Kinder haften, sofern sie einer gewissen Aufklärungspflicht nachgekommen sind. Im Jahr 2017 erreichte Solmecke gemeinsam mit einem BGH-Anwalt vor dem Bundesgerichtshof, dass Familienmitglieder sich nicht gegenseitig ausspionieren müssen, um eine Filesharing-Tat aufzuklären. Am 18. November 2024 erreichte Solmecke zusammen mit BGH-Anwalt Thomas Kofler vor dem Bundesgerichtshof, dass im Fall des Facebook-Datenlecks allein der Kontrollverlust über die Daten zu einem Schadensersatzanspruch für die Geschädigten führt. Er vertrat tausende Betroffene gegenüber dem Facebook-Mutterkonzern Meta. Er trat darüber hinaus in TV-Talkshows und Expertenrunden zum Thema Social-Media-Recht oder IT-Recht auf und schreibt für die Tageszeitung Express die wöchentliche Kolumne „Recht im Netz“.
In Zusammenarbeit mit seiner Kanzlei betreibt er auf YouTube seit 2010 den Kanal WBS LEGAL (vormals Kanzlei WBS), in dem er sich mit rechtlichen Themen und Fragen von Zuschauern befasst.
Er beteiligte sich während der Verhandlungen zur europäischen Urheberrechtsreform 2019 maßgeblich an den Arbeiten der Gegenstimmen, sowohl auf seinen Kanälen im Internet, als auch auf den Demonstrationen und Events.

## Veröffentlichungen
Bücher
- mit Jakob Wahlers: Recht im Social Web. Rheinwerk Verlag, Bonn 2014, ISBN 978-3-8362-2608-0.
- mit Dominik Fehringer: Der Social-Media-Leitfaden für Kommunen: Grundlagen – Strategien – Praxishilfen. Richard Boorberg Verlag, Stuttgart 2016, ISBN 978-3-415-05207-9.
- mit Sibel Kocatepe: Recht im Online-Marketing: So schützen Sie sich vor Fallstricken und Abmahnungen. 3. Auflage, Rheinwerk Verlag, Bonn 2018, ISBN 978-3-8362-6689-5.
- mit Sibel Kocatepe: DSGVO für Website-Betreiber: Ihr Leitfaden für die sichere Umsetzung der EU-Datenschutz-Grundverordnung. Rheinwerk Verlag, Bonn 2018, ISBN 978-3-8362-6553-9.
- mit Petra Arends-Paltzer, Robin Schmitt: Legal Tech: Die digitale Transformation in der Anwaltskanzlei. Ein Leitfaden für moderne Anwälte. Rheinwerk Verlag, Bonn 2019, ISBN 978-3-8362-6356-6.
- Meine Rechte als Diesel-Käufer: So bekommen Sie das Geld für Ihren manipulierten Diesel zurück. C.H. Beck, München 2020, ISBN 978-3-406-76167-6
- Der Taschenanwalt: Die spannendsten Rechtsfragen einfach geklärt. MVG Moderne Verlagsgesellschaft, München 2022, ISBN 978-3-96905-106-1.
- Welches Recht gilt bei Mord im Weltraum? Skurrile Rechtsfragen, überraschende Urteile und absurde Gesetze. MVG Moderne Verlagsgesellschaft, München 2023, ISBN 978-3-96905-228-0.
- Coach für Medienrecht. Viechtach : Scout Medien GmbH, Kollnburg 2023, ISBN 978-3-948309-12-1.
- Recht besinnlich : Der juristische Adventskalender. 24 weihnachtliche Rechtsfälle. MVG Moderne Verlagsgesellschaft, München 2023, ISBN 978-3-96905-250-1.

Als Herausgeber
- Handel im Netz. Walter de Gruyter, Berlin 2014, ISBN 978-3-11-034119-5.

 Fachzeitschriften 
- Solmecke hat mehrere Beiträge in der Fachzeitschrift Multimedia und Recht (MMR) veröffentlicht.[19]